# Film d'art
De Film d'Art was een Franse productiemaatschappij die in 1908 werd opgericht door een Parijse zakenman met relaties in de theaterwereld.
Op dat moment werd film gezien als volksvermaak. Het doel van Film d'Art was om ook aristocraten aan te spreken door filmbewerkingen te maken van theaterstukken. Aldus hoopte men een deel van de respectabiliteit van het theater over te dragen op film. Dit laatste wenste men te bereiken op drie manieren:
1. Men liet de scenario's schrijven door beroemde schrijvers
2. De muziek was in handen van bekende componisten
3. Acteurs uit de Comédie française werden aangetrokken om mee te spelen in deze films. Eén van de bekendste sterren die de overstap maakte was Sarah Bernhardt.

Na het grote succes van L'Assassinat du Duc de Guise uit 1908 kwamen er gelijkaardige initiatieven in heel Europa.
Filmisch was het echter een achteruitgang omdat men opnieuw een erg theatrale filmstijl kreeg.
Uiteindelijk was de Film d'Art geen lang leven beschoren doordat de kosten voor dit soort producties veel te hoog lagen.